# Tijovac (gmina Kuršumlija)
Tijovac (cyr. Тијовац) – wieś w Serbii, w okręgu toplickim, w gminie Kuršumlija. W 2011 roku liczyła 73 mieszkańców.